# 14511 Нікель
14511 Нікель (14511 Nickel) — астероїд головного поясу, відкритий 11 березня 1996 року.
Тіссеранів параметр щодо Юпітера — 3,515.